# Носков, Александр Леонидович
Александр Леонидович Носков (1956—2021) — советский и российский партийный, промышленный и государственный деятель.
Доктор социологических наук, автор ряда печатных работ.

## Биография
Родился 17 декабря в Новочеркасске.
В 1978 году окончил Новочеркасский политехнический институт (ныне Южно-Российский государственный политехнический университет), получив квалификацию инженера-механика. В 1978—1979 годах по распределению работал в Элисте старшим инженером треста «Сельхозавтотранс». Вернувшись в Новочеркасск, продолжил трудовую деятельность на Электровозостроительном заводе: в 1980—1986 годах — инженер-метролог отдела метрологии и измерительной техники и заместитель начальника отдела кадров и технического обучения (одновременно являлся секретарём комитета ВЛКСМ завода); в 1986—1990 годах работал председателем комитета народного контроля и секретарь парткома завода.
В 1990 году перешёл на партийную работу и по 1991 год был первым секретарём Новочеркасского горкома компартии. В 1991—1997 снова работал на НЭВЗе помощником генерального директора, начальником отдела внешнеэкономических связей, директором по маркетингу. С 1997 по 2005 годы — генеральный директор Новочеркасского электровозостроительного завода.
Без отрыва от работы А. Л. Носков получил второе высшее образование — экономист, окончив Новочеркасский инженерно-мелиоративный институт (ныне — Новочеркасская государственная мелиоративная академия). В 1999 году защитил диссертацию, получил ученую степень кандидата социологических наук, а в мае 2002 года — степень доктора социологических наук, защитив диссертацию на тему «Трансформация системы управления крупными промышленными предприятиями России в условиях социо-структурного кризиса». В этом же году был избран членом Академии гуманитарных наук.
В 2009 году Александр Носков был заместителем губернатора Ростовской области, курировал министерство промышленности и экономики. Затем был одним из топ-менеджеров ЗАО «Трансмашхолдинг», а в последние годы возглавлял совет директоров холдинга «Транспортные компоненты».
В числе его наград: звание «Заслуженный машиностроитель Российской Федерации» и нагрудный знак «Почётный железнодорожник». Почётный гражданин Новочеркасска.
Умер в Москве 30 января 2021 года.